# Kulturna industrija
Kulturna industrija je pojem, ki sta prvič predstavila Theodor Adorno (1903-1969) in Max Horkheimer (1895-1973) v knjigi Dialektik der Aufklärung. Sprva sta Adorno in Horkheimer razmišljala o pojmu mass culture (masovna kultura), vendar sta se nato zaradi večje jasnosti odločila za pojem kulturna industrija.
Avtorja sta rokopis, ki je vključeval tudi poglavje »kulturna industrija«, prvič izdala leta 1944 pod naslovom Philosophische Fragmente, v sedaj znanem naslovu pa je knjiga prvič izšla leta 1947 v Amsterdamu. Bolj poznana je postala šele z letom 1969 (glej tudi Welty, 1984).
V slovenskem prevodu je knjiga Dialektik der Aufklärung izšla leta 2002 pri ljubljanski založbi Studia Humanitatis pod naslovom Dialektika razsvetljenstva: Filozofski fragmenti.

## Koncept kulturne industrije
V sodobni družbi, kot jo vidita Adorno in Horkheimer, je posameznik daleč od svobodnega ali samostojnega. Toliko bolj kot kadarkoli poprej je namreč podrejen nujnim, vnaprej znanim vzorcem, ki so mu vsiljeni preko totalne moči kapitala.
V tej družbi ni pomemben posameznik, vsaj industriji ne, ampak je le drugotnega pomena. Najpomembnejši je zmeraj profit in reprodukcija oziroma večanje tega profita. Industrijo ljudje zanimajo le v kolikor in dokler so njene stranke, potem pa se vez prekine.
Temu je popolnoma podrejena tudi kultura, ki jo zato avtorja enačita z industrijo. Kultura ni nič več kot biznis, je v službi družbeno-ekonomskega sistema, vrvice pa vleče elita oziroma gospostvo; se pravi tisti, ki vladajo družbi. Zaradi teh dejstev je kulturna industrija tudi zaznamovana s podobnostjo, v svojem bistvu je homogena, identična, ponavljajoča, enolična ter seveda nujno predvidljiva. A ta venomer isti vsakdanjik prav ta industrija vedno znova ponuja kot neki nov »raj«. (Adorno in Horkheimer 2002)
Treba je opozoriti, da se pojma industrija v kontekstu, ki ga uporabljata Adorno in Horkheimer, ne sme jemati dobesedno. Nanaša se predvsem na enakost izdelkov in njihovo standardizacijo, prav tako pa na različne tehnike njihovega distribuiranja in promocije. Pojem se ne navezuje nujno na samo produkcijo. Ni nujno torej, da glasbeni izdelek na primer dejansko ustvari neka kulturna industrija, se pravi morda korporacija ali glasbena založba, prav lahko jih ustvarjajo tudi posamezniki. Bistvena je standardizacija izdelkov, ki je potrebna zaradi masovne potrošnje. (Welty 1984)

### Naloga kulturne industrije
Glavna naloga kulturne industrije je ustvarjanje umetnih potreb med ljudmi, da se njeni produkti prodajajo in prinašajo vključenim akterjem profit. Po drugi strani pa se mora ta industrija tudi prilagajati potrebam ljudi.

»V sistemu (je) vsebovana nujnost, da se potrošnika ne izpusti iz rok, da se ga niti za trenutek ne navda s slutnjo o možnosti odpora. Načelo narekuje, da mu je vse potrebe sicer treba predstaviti kot take, da jim lahko zadosti kulturna industrija, po drugi strani pa te potrebe prirediti tako, da samega sebe občuti samo še kot večnega potrošnika, kot objekt kulturne industrije.«
(Adorno in Horkheimer 2002, 154)

Gre torej za začaran krog namišljenih in nenamišljenih potreb, v samem jedru pa je reprodukcija obstoječega sistema ter razmerij. V primeru nasprotovanja tej temeljni miselnosti kulturna industrija (glasbenega, filmskega ali kakšnega drugega »kulturnega«) izdelka preprosto ne spusti skozi, saj bi lahko škodoval sistemu. V primeru da nekaj ni popolnoma konformno, je obsojeno na ekonomsko ter posledično duhovno nemoč.

»Kar se upira, sme preživeti samo tako, da se pridruži. Ko ga kulturna industrija registrira v njegovi različnosti, že spada zraven, tako kot zemljiški reformator h kapitalizmu.«
(Adorno in Horkheimer 2002, 144) 

Umetniki zato »brez ugovora zapisujejo površino družbene realnosti« (Adorno in Horheimer 2002, 137) in ne tisto pravo realnost, menita Adorno in Horkheimer. Kot vsak se tudi ta sistem torej hoče čim bolj učinkovito ohranjati in v to vlaga različna sredstva. (Welty 1984)

### Posledice teorije
Najbolj očitna posledica, ki jo kulturna industrija pusti na ljudeh, je manipulacija ljudskih mas v pasivnost ...
Kulturna industrija je pogon zabave, »lahke« umetnosti, sprostitve. Tukaj je, da zapolni prosti čas, ki ljudem preostane po mehaniziranem delovnem procesu, s tem pa obnavlja družbene odnose, stereotipe ter tudi samo kulturno industrijo.
Je brez vsebine, saj le-to nadomešča obledelo ospredje, ki konča v dolgočasju. To je neozdravljiva bolezen vse zabave, kratkočasje namreč mora stremeti proti dolgočasju, v nasprotnem primeru bi se zahtevalo dodaten napor, ki ga zahteva razmišljanje. Tega posameznik seveda noče vložiti, saj ga vlaga skozi ves delovni čas. S tem se kulturna industrija in njena zabava pravzaprav v ničemer ne ločita od mehaniziranega delovnega procesa; mora se gibati po ustaljenih tirih, pri čemer gre za kopijo delovnega procesa.
Kratkočasiti se brez kakršnihkoli vložkov potemtakem pomeni strinjati se in posledično pomeni tudi ne razmišljati.  Temeljni pomen kratkočasja je nemoč, resignacija, je osvoboditev od misli, pravzaprav je negacija misli in nujnost, da se pozabi trpljenje, tudi kadar ti bije v oči.
Prosti čas je zato za avtorja parodija svobode, bistvena v vsem skupaj pa je apologija družbe, ki logično sledi kadar ni kritike družbe. (Adorno in Horkheimer 2002, 147-150 in 156-157) 

### Ponoven razmislek o kulturni industriji
Leta 1963 je imel Theodor Adorno predavanje preko radia na temo kulturne industrije. Tekst tega predavanja je bil objavljen štiri leta kasneje (glej vire za dostop do teksta).
V njem se ponovno dotika vprašanj povezanih s kulturno industrijo, vendar velikih sprememb v teoriji glede na koncept iz leta 1944 ni predstavil.
Opozarja, da se na kulturne dobrine gleda preko (kupne) vrednosti in ne njihove specifične vsebine, še posebej odkar se s kulturo tudi preživlja. S tem se je izgubila avtonomija umetnin, ki je že včasih ni bilo prav veliko, profitna naravnanost sistema pa je projicirana direktno na kulturne forme.
Theodor Adorno v tekstu tudi predstavi kulturno industrijo kot vseprisoten fenomen  in nakazuje, da je bolj malo indicev, da bi ji lahko »ušli«.